# Nebe, peklo
Nebe, peklo je český dokumentární film Davida Čálka z roku 2010 o několika lidech z komunity BDSM, který měl světovou premiéru na karlovarském filmovém festivalu v roce 2010.
Hlavními postavami filmu je muž vystupující pod přezdívkou Altair, který se převléká za koně, domina a masochistka.
Film vznikl v rámci projektu Bez cenzury televize HBO. Od HBO získal Čálek na film grant 1,5 milionu Kč a stejnou částkou přispěl Státní fond České republiky pro podporu a rozvoj české kinematografie.
Slavnostní premiéru v pražském kině Světozor moderoval Radim Špaček a diváci mohli na vlastní oči vidět některé sadomasochistické praktiky během proslovu před uvedením filmu a po skončení promítání ve foyer kina.

## Recenze
- FUKA, František, FFFilm [online]. 06.07.2010. Dostupné online.
- NOVOTNÝ, Michal. Nebe Peklo: dokument o „individuích víceméně podezřelých“. ČT24 [online]. 12.08.2010. Dostupné online.
- SPÁČILOVÁ, Mirka. Dokument Nebe, peklo o sadomasochistech není levnou senzací. Mladá fronta DNES [online]. 07.08.2010. Dostupné online.